# 93. Internationale Sechstagefahrt
Die 93. Internationale Sechstagefahrt war die Mannschaftsweltmeisterschaft im Endurosport und fand vom 11. bis 16. November 2018 im chilenischen Viña del Mar statt. Die Nationalmannschaft Australiens konnte zum zweiten Mal die World Trophy gewinnen. Die Nationalmannschaft Italiens gewann zum siebten Mal die Junior World Trophy. Die Women’s World Trophy gewann zum sechsten Mal in Folge die Nationalmannschaft Australiens.

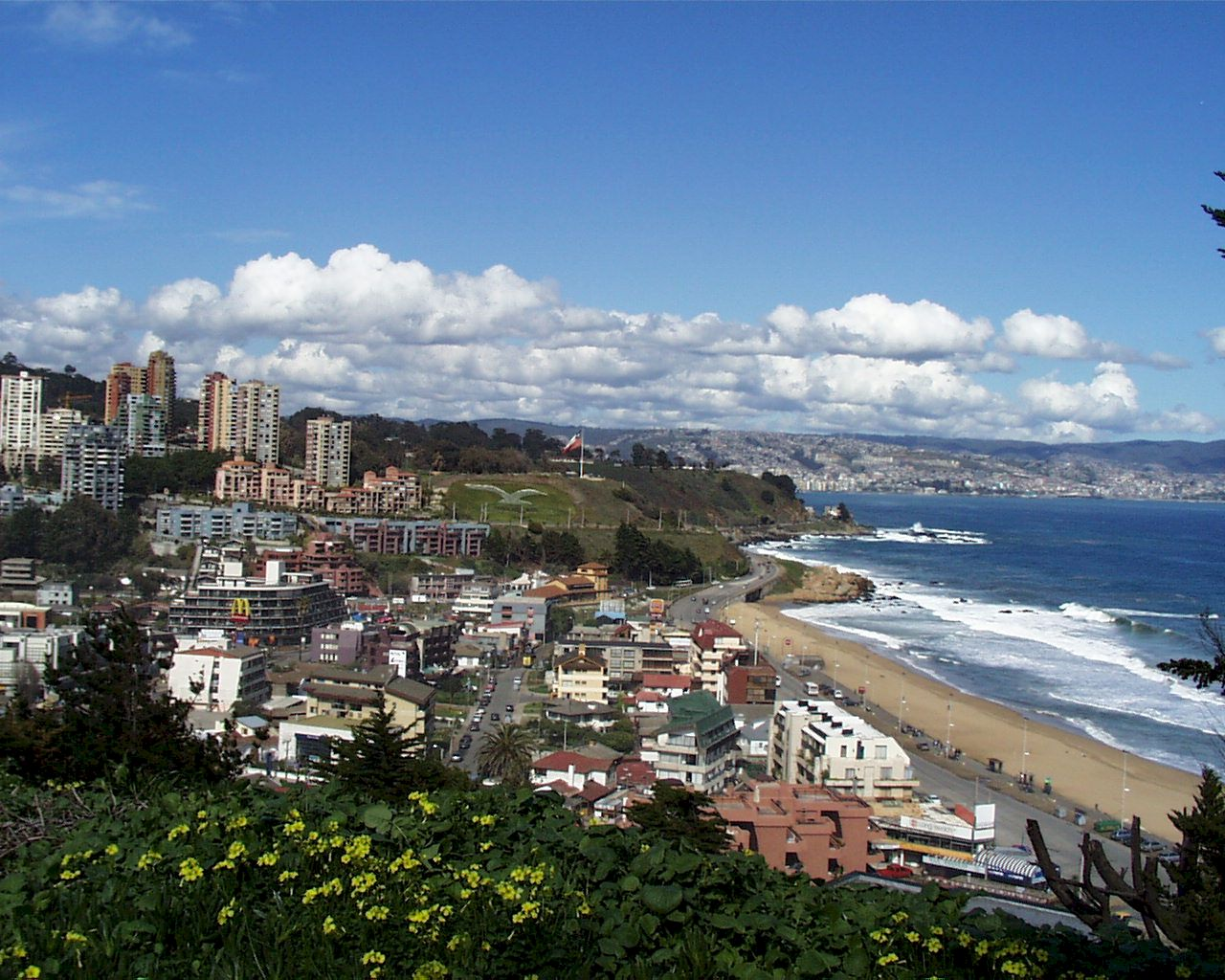
Viña del Mar, Start- und Zielort der einzelnen Etappen

## Wettkampf

### Organisation
Nach der 82. Internationalen Sechstagefahrt (2007) fand die Veranstaltung zum zweiten Mal in Chile sowie zum dritten Mal auf dem südamerikanischen Kontinent statt.
Zum dritten Mal nach 2016 wurde parallel (14. bis 16. November) die Vintage Trophy ausgetragen. Dabei konnten Fahrer in vier Klassen mit Motorrädern bis Baujahr 1986 teilnehmen. Die Nationalmannschaften mussten nicht genannt werden. Bedingung für eine Teilnahme waren drei Fahrer aus drei unterschiedlichen Klassen (außer EVO 86). Die drei zeitschnellsten Fahrer je Land wurden automatisch als Mannschaft gewertet.
Am Wettkampf nahmen 17 Teams für die World Trophy, elf für die Junior Trophy, neun für die Women’s Trophy und 106 Clubteams aus insgesamt 28 Nationen teil.
Deutschland nahm an der World Trophy, Junior Trophy, Women’s Trophy sowie mit fünf Clubmannschaften teil. Die Schweiz nahm an der World Trophy sowie mit einer binationalen (gemeinsam mit Italien) Clubmannschaft teil. Fahrer aus Österreich waren nicht am Start.

### 1. Tag
Nach einer Zubringeretappe folgten zwei Runden mit je drei Sonderprüfungen (eine Cross- und zwei Enduroprüfungen), bevor es am Nachmittag wieder zum Ausgangspunkt zurückging. Die Gesamtlänge der Etappe betrug 287,8 Kilometer. Eine Schwierigkeit für alle Fahrer lag in der starken Staubentwicklung auf der Strecke.
Nach dem ersten Fahrtag führte in der World-Trophy-Wertung das Team aus den USA vor Australien und Spanien. Das deutsche Team lag auf dem 10., das Schweizer Team auf dem 15. Platz.
In der Junior-Trophy-Wertung führte das italienische Team vor Frankreich und den USA. Das deutsche Team lag auf dem 8. Platz.
In der Women’s Trophy führte das australische Team vor den Mannschaften aus den USA und Spanien. Das deutsche Team lag auf dem 8. Platz.
Die Clubwertung führte der Motoclub Italy vor SRT Racing und Team Ostra Enduro Sweden. Beste deutsche Clubmannschaft war das Team DMSB 1-ADAC Württemberg/Westfalen auf dem 14. Platz.

### 2. Tag
Die Strecke des zweiten Fahrtags war identisch des Vortags, wieder war die Staubentwicklung eine besondere Herausforderung. Da jedoch ab Tag 2 nach Ranking gestartet wurde, war ein Auflaufen auf Vorausfahrende seltener wahrscheinlich.
Die World-Trophy-Wertung führte das Team aus Australien vor den USA und Italien an. Das deutsche Team lag weiter auf dem 10., das Schweizer Team weiter auf dem 15. Platz.
In der Junior-Trophy-Wertung führte das italienische Team vor den USA und Frankreich. Das deutsche Team lag weiter auf dem 8. Platz.
In der Women’s Trophy führte unverändert das australische Team vor den Mannschaften aus den USA und Spanien. Das deutsche Team rutschte auf den 9. Platz ab. Die deutsche Tanja Schlosser musste verletzungsbedingt aufgeben. Sie stürzte im zweiten Test und brach sich dabei das Schlüsselbein. Damit war das Streichresultat dieser Mannschaft für jeden Fahrtag aufgebraucht.
Die Clubwertung führte der Motoclub Italy vor Somerpalu MK und Team Ostra Enduro Sweden. Beste deutsche Clubmannschaft war das Team DMSB 1-ADAC Württemberg/Westfalen auf dem 14. Platz.

### 3. Tag
Die dritte Etappe mit 249,9 Kilometern Länge war wieder ein zweimal zu absolvierender Rundkurs. Die Sonderprüfungen einer Runde waren eine Cross- und zwei Enduroprüfungen. In der zweiten Runde entschloss sich die Rennleitung die in der Reihenfolge erste Sonderprüfung aufgrund der starken Staubentwicklung aus Sicherheitsgründen nicht fahren zu lassen.
In der World-Trophy-Wertung führte weiter das Team aus Australien vor den USA und Italien. Das deutsche Team lag weiter auf dem 10., das Schweizer Team verbesserte sich auf den 13. Platz. Der deutsche Edward Hübner stürzte in der ersten Sonderprüfung des Tages und verletzte sich so schwer an der Hand und Unterarm, so dass er aufgeben musste. Das tägliche Streichresultat der Mannschaft war damit aufgebraucht.
Die Junior-Trophy-Wertung führte weiter das italienische Team vor den USA und Frankreich an. Das deutsche Team verbesserte sich auf den 7. Platz.
In der Women’s Trophy führte unverändert das australische Team vor den Mannschaften aus den USA und Spanien. Das deutsche Team lag auf dem 9. Platz. Die deutsche Nadine Maier entschloss sich aufgrund von Zeitverlust und der Gefahr des Auflaufens nachfolgender Fahrer zur Aufgabe nach der ersten Sonderprüfung um nach Reglement am Folgetag einen einmaligen Restart wahrzunehmen.
Die Clubwertung führte wie am Vortag der Motoclub Italy vor Somerpalu MK und Team Ostra Enduro Sweden. Beste deutsche Clubmannschaft war das Team DMSB 1-ADAC Württemberg/Westfalen auf dem 16. Platz.

### 4. Tag
Die Strecke war identisch des Vortags, Staubentwicklung und Hitze waren nach wie vor eine besondere Herausforderung.
Am Ende des vierten Fahrtags führte in der World-Trophy-Wertung weiter unverändert das Team aus Australien vor den USA und Spanien. Das deutsche Team lag auf dem 10., das Schweizer Team verbesserte sich auf den 12. Platz.
In der Junior-Trophy-Wertung führte das italienische Team vor den USA und Frankreich. Das deutsche Team lag weiter auf dem 7. Platz.
In der Women’s Trophy lag das australische Team vor den Mannschaften aus den USA und Spanien. Das deutsche Team lag auf dem 9. Platz.
Die Clubwertung führte der Motoclub Italy vor Somerpalu MK und Team Ostra Enduro Sweden an. Beste deutsche Clubmannschaft war das Team DMSB 1-ADAC Württemberg/Westfalen auf dem 15. Platz.

### 5. Tag
Die Etappe war 273,1 Kilometer lang verteilt über zwei Runden. Die Sonderprüfungen je Runde waren drei Enduroprüfungen.
Die Zwischenstände nach dem fünften Fahrtag: In der World-Trophy-Wertung führte weiter das Team aus Australien vor den USA und Italien. Das deutsche Team lag weiter auf dem 10., das Schweizer Team weiter auf dem 12. Platz.
In der Junior Trophy führte weiter das italienische Team vor den USA und Frankreich. Das deutsche Team lag weiter unverändertauf dem 7. Platz.
In der Women’s Trophy führte unverändert das australische Team vor den Mannschaften aus den USA und Spanien. Das deutsche Team lag unverändert auf dem 9. Platz. Die deutsche Nadine Maier musste erneut und endgültig aufgeben.
Die Clubwertung führte wie am Vortag der Motoclub Italy vor Somerpalu MK und Team Ostra Enduro Sweden. Beste deutsche Clubmannschaft war das Team DMSB 1-ADAC Württemberg/Westfalen auf dem 15. Platz.

### 6. Tag
Am letzten Tag der Veranstaltung wurde keine Etappe gefahren. Das Abschluss-Motocross als letzte Sonderprüfung wurde am Strand von Concón am Pazifischen Ozean ausgetragen.

## Endergebnisse

### World Trophy
| Platz | Team               | Zeit        |
| ----- | ------------------ | ----------- |
| 1.    | Australien         | 13:40:08,56 |
| 2.    | Vereinigte Staaten | 13:47:18,54 |
| 3.    | Italien            | 13:50:57,85 |
| 4.    | Frankreich         | 13:57:31,53 |
| 5.    | Spanien            | 14:01:18,37 |
| 6.    | Portugal           | 14:12:14,34 |
| 7.    | Tschechien         | 14:19:19,81 |
| 8.    | Schweden           | 14:22:40,65 |
| 9.    | Chile              | 14:32:00,72 |
| 10.   | Deutschland        | 14:48:22,93 |
| 11.   | Argentinien        | 14:52:52,58 |
| 12.   | Schweiz            | 16:33:00,38 |
| 13.   | Brasilien          | 22:03:23,42 |
| 14.   | Mexiko             | 24:36:54,00 |
| 15.   | Ecuador            | 24:47:37,14 |
| 16.   | Japan              | 26:49:12,81 |
| 17.   | Paraguay           | 32:39:02.38 |

### Junior Trophy
| Platz | Team               | Zeit        |
| ----- | ------------------ | ----------- |
| 1.    | Italien            | 13:58:35,51 |
| 2.    | Vereinigte Staaten | 14:02:33,01 |
| 3.    | Frankreich         | 14:17:21,98 |
| 4.    | Chile              | 14:19:45,09 |
| 5.    | Australien         | 14:35:58,82 |
| 6.    | Schweden           | 14:44:11,67 |
| 7.    | Deutschland        | 15:15:12,59 |
| 8.    | Finnland           | 23:43:17,90 |
| 9.    | Argentinien        | 24:27:34,29 |
| 10.   | Spanien            | 27:29:14,41 |
| 11.   | Portugal           | 35:33:45,70 |

### Women’s Trophy
| Platz | Team               | Zeit        |
| ----- | ------------------ | ----------- |
| 1.    | Australien         | 10:26:54,17 |
| 2.    | Vereinigte Staaten | 10:35:57,27 |
| 3.    | Spanien            | 10:47:48,11 |
| 4.    | Frankreich         | 11:07:02,31 |
| 5.    | Schweden           | 11:29:53,41 |
| 6.    | Portugal           | 11:43:35,56 |
| 7.    | Argentinien        | 13:22:40,05 |
| 8.    | Chile              | 13:37:41,28 |
| 9.    | Deutschland        | 19:51:43,42 |

### Club Team Award
| Platz                      | Team                                       | Zeit        |
| -------------------------- | ------------------------------------------ | ----------- |
| 1.                         | Motoclub Italy                             | 14:26:06,56 |
| 2.                         | Somerpalu MK                               | 14:51:20,66 |
| 3.                         | Team Ostra Enduro Sweden                   | 14:58:08,23 |
| 4.                         | RPM/Mt. Baker                              | 15:09:20,69 |
| 5.                         | TEAM ARMY MCA                              | 15:17:39,00 |
| 6.                         | Gas Gas North America                      | 15:23:51,63 |
| 7.                         | CHILE 1                                    | 15:29:21,48 |
| 8.                         | Missouri Mudders                           | 15:34:47,51 |
| 9.                         | Enduro Chile B                             | 15:37:58,08 |
| 10.                        | CLUB ARGENTINA 1                           | 15:47:12,91 |
| 000{\displaystyle \vdots } |                                            |             |
| 17.                        | DMSB 1-ADAC Württemberg/Westfalen          | 16:12:56,57 |
| 000{\displaystyle \vdots } |                                            |             |
| 31.                        | DMSB 2-ADAC Südbaden/Württemberg           | 18:23:27,04 |
| 32.                        | DMSB 4-ADAC Nordbayern/Südbayern/Nordrhein | 18:30:25,71 |
| 000{\displaystyle \vdots } |                                            |             |
| 64.                        | DMSB 5-ADAC Niedersachsen-Dirtbiker        | 21:58:24,60 |
| 000{\displaystyle \vdots } |                                            |             |
| 101.                       | DMSB 3-ADAC Schleswig-Holstein             | 34:11:18,61 |
| 000{\displaystyle \vdots } |                                            |             |
| 105.                       | Swiss Club Team                            | 37:36:47,48 |

### Manufacturer’s Team Award
| Platz | Team        | Zeit        |
| ----- | ----------- | ----------- |
| 1.    | Husqvarna 1 | 13:56:32,77 |
| 2.    | Husqvarna 2 | 14:04:59,08 |
| 3.    | KTM 3       | 14:08:41,97 |
| 4.    | KTM 4       | 14:20:07,64 |
| 5.    | KTM 1       | 20:39:54,86 |
| 6.    | Husqvarna 3 | 23:42:07,03 |
| 7.    | KTM 2       | 25:16:55,21 |

### Einzelwertung
| Klasse | Starter | Gold | Silber | Bronze | ohne Medaille | Ausfall/Disqualifikation | Ausfall/Disqualifikation | Ausfall/Disqualifikation | Ausfall/Disqualifikation | Ausfall/Disqualifikation | Ausfall/Disqualifikation | Ausfall/Disqualifikation | Klassensieger (Motorrad)      | Zeit       |
| Klasse | Starter | Gold | Silber | Bronze | ohne Medaille | 1. Tag                   | 2. Tag (e)               | 3. Tag (e)               | 4. Tag (e)               | 5. Tag (e)               | 6. Tag (e)               | Gesamt (f)               | Klassensieger (Motorrad)      | Zeit       |
| ------ | ------- | ---- | ------ | ------ | ------------- | ------------------------ | ------------------------ | ------------------------ | ------------------------ | ------------------------ | ------------------------ | ------------------------ | ----------------------------- | ---------- |
| E1 (a) | 29      | 17   | 4      | 0      |               | 0                        | 2                        | 5                        | 1                        | 0                        | 0                        | 8                        | Andrea Verona (TM)            | 4:37:32,45 |
| E2 (b) | 42      | 25   | 7      | 3      |               | 1                        | 2                        | 3                        | 1                        | 0                        | 0                        | 7                        | Taylor Robert (KTM)           | 4:31:47,96 |
| E3 (c) | 29      | 16   | 7      | 3      |               | 1                        | 1                        | 1                        | 0                        | 0                        | 0                        | 3                        | Daniel Milner (KTM)           | 4:29:53,48 |
| EW (d) | 27      | 9    | 7      | 7      | 2             | 0                        | 1                        | 1                        | 0                        | 1                        | 0                        | 2                        | Tayla Jones (Husqvarna)       | 5:08:48,18 |
| C1 (a) | 84      | 12   | 24     | 30     | 11            | 2                        | 0                        | 2                        | 1                        | 0                        | 3                        | 7                        | Claudio Spanu (Husqvarna)     | 4:44:49,43 |
| C2 (b) | 169     | 21   | 53     | 55     | 22            | 9                        | 5                        | 13                       | 3                        | 1                        | 0                        | 18                       | Lorenzo Macoritto (Husqvarna) | 4:45:16,70 |
| C3 (c) | 65      | 11   | 18     | 19     | 9             | 0                        | 3                        | 5                        | 0                        | 2                        | 0                        | 8                        | Jt Baker (Husqvarna)          | 4:56:16,88 |
| Gesamt | 445     | 111  | 120    | 117    | 44            | 13                       | 14                       | 29                       | 6                        | 4                        | 3                        | 53                       |                               |            |

### Vintage Trophy
| Platz | Team                                   | Zeit       |
| ----- | -------------------------------------- | ---------- |
| 1.    | Deutschland (Bossdorf, Östreich, Roth) | 2:26:05,15 |

| Klasse    | Starter | Ausfall/Disqualifikation | Klassensieger (Motorrad) | Zeit       |
| --------- | ------- | ------------------------ | ------------------------ | ---------- |
| C76 (n)   | 3       | 2                        | Jens Östreich (SWM)      | 1:14:20,81 |
| C79 (o)   | 3       | 1                        | Jens Bossdorf (SWM)      | 1:27:24,31 |
| C82 (p)   | 5       | 2                        | Sven Roth (Kramer)       | 1:01:04,78 |
| EVO86 (q) | 2       | 0                        | Swen Schiller (Kram-It)  | 55:55,88   |
| Gesamt    | 13      | 5                        |                          |            |

## Teilnehmer
| Staat                  | World Trophy Team                                                                                         | Junior World Trophy Team                                                       | Women’s World Trophy Team                                                   | Club-Teams |
| ---------------------- | --- | ------------------------------------------------------------------------------ | --------------------------------------------------------------------------- | --- |
| Argentinien            | Diego Llanos (Husqvarna) Nicolas Kutulas (Husqvarna) Fernando Correa (KTM) Cristian Arriegada (Husqvarna) | Jose Maria Mercado (KTM) Santiago Corazza (Husqvarna) Franco Ayuso (Husqvarna) | Carla Scaglioni (Husqvarna) Mirabel Giordani (Yamaha) Julieta Camarda (KTM) | ARG #1 ARG #2 ARG #3 ARG #4 (2 Fahrer) (l) CALAFATE MONKEY TEAM-SANTA CRUZ CLUB ARGENTINA 1 CLUB ARGENTINA 2 CLUB NUMERO 13 EVP TEAM GPE TEAM I.M.T CLUB TEAM MZA TEAM SAN RAFAEL TRANQUILO TEAM SARAVIA TEAM Team Cassagne Argentina |
| Australien             | Daniel Milner (KTM) Daniel Sanders (Husqvarna) Lyndon Snodgrass (KTM) Joshua Strang (Husqvarna)           | Fraser Higlett (Husqvarna) Thomas Mason (KTM) Andrew Wilksch (Sherco)          | Tayla Jones (Husqvarna) Jessica Gardiner (Yamaha) Mackenzie Tricker (KTM)   | |
| Bolivien               | |                                                                                |                                                                             | Bolivia |
| Brasilien              | Bruno Crivilin (KTM) Patrik Capila (Yamaha) Gustavo Pellin (KTM) Nicolas Rodriguez (Honda)                |                                                                                |                                                                             | ASW Racing Brasil Brasil Hard Team Sacramento Brasil |
| Chile                  | Benjamin Herrera (Beta) Leonardo Quintanilla (KTM) Diego Rojas (Kawasaki) Gabriel Balut (Yamaha)          | Ruy Barbosa (Husqvarna) Esteban Lanz (Honda) Diego Herrera (Husqvarna)         | Tania Gonzalez (Husqvarna) Beatriz Angulo (KTM) Karol Marin (KTM)           | Beta Sur Burchard-Cohen Camboyanos CCV Racing Chaquetas Rojas Chile 1 Chile 2 Chile 3 Chile 4 Chile 5 Chile 6 Club 33 Club ACD Club FPD Club MVG Club PMR Club Taverne-Herrera Club ZGV Curacavi Motor sport Elisabeth Scott Community Enduro Chile B Enduro del Bueno Enduro O’Higgins Enduro Pro Full wheels by Suzuki Grunefeld Racing Team Honda Magallanes Huelquen Factory HUSQVARNA-BIGMOTO Imoto Legendario IMOTO-TM Lemon Racing 1 Lemon Racing 2 Lemon Racing 3.0 Los Perez Racing Pamperos RTG Poqui Enduro Rios-Colombres StCarrera Super Junior Team Los Andes Team Mal Paso Team Zorro Terra Enduro The Baby Racing The Warriors Wolverine Yamaha Four B |
| Deutschland            | Davide von Zitzewitz (KTM) Edward Hübner (KTM) Robert Riedel (KTM) Björn Feldt (KTM)                      | Yanik Spachmüller (KTM) Jan Allers (KTM) Tim Apolle (KTM)                      | Nadine Maier (Husqvarna) Tanja Schlosser (KTM) Selina Schittenhelm (GasGas) | DMSB 1-ADAC Württemberg/Westfalen DMSB 2-ADAC Südbaden/Württemberg DMSB 3-ADAC Schleswig-Holstein DMSB 4-ADAC Nordbayern/Südbayern/Nordrhein DMSB 5-ADAC Niedersachsen-Dirtbiker |
| Ecuador                | Michael Encalada (KTM) Jose Sanchez (KTM) Denis Escobar (Husqvarna) Santiago Vintimilla (KTM)             |                                                                                |                                                                             | |
| Estland                | |                                                                                |                                                                             | Somerpalu MK (2 Fahrer) (f) |
| Finnland               | | Roni Kytonen (Husqvarna) Eemil Helander (Yamaha) Antti Hanninen (Husqvarna)    |                                                                             | DYNASET Hydraulics Finland (2 Fahrer) (j) |
| Frankreich             | Loic Larrieu (Yamaha) Christophe Charlier (Beta) Christophe Nambotin (GasGas) Thomas Dubost (KTM)         | David Abgrall (Sherco) Hugo Blanjoue (KTM) Theo Espinasse (Sherco)             | Valerie Roche (Sherco) Audrey Rossat (Husqvarna) Livia Lancelot (Honda)     | LES FOREZIENS TEAM CANTAL |
| Italien                | Davide Guarneri (Honda) Alex Salvini (Husqvarna) Thomas Oldrati (Honda) Giacomo Redondi (Honda)           | Andrea Verona (TM) Matteo Cavallo (Beta) David Soreca (TM)                     |                                                                             | Fast Team Motoclub Italy Pino Medeot Swiss Club Team (1 Fahrer) (n) Tricolore |
| Japan                  | Masato Tomayama (KTM) Kazuyoshi Arakawa (Beta) Yukihito Ota (KTM)                                         |                                                                                |                                                                             | MOTO CLUB GYARANKAKE (2 Fahrer) (m) |
| Kolumbien              | |                                                                                |                                                                             | COL #1 (2 Fahrer) (h) |
| Lettland               | |                                                                                |                                                                             | Somerpalu MK (1 Fahrer) (f) |
| Mexiko                 | Antonio Sahagun (KTM) Erik Yorba (KTM) Didier Goirand (KTM) Arturo Rodriguez (Beta)                       |                                                                                |                                                                             | ARG #4 (1 Fahrer) (l) CHEW MEXICO COL #1 (1 Fahrer) (h) ENDURO GUADALAJARA (2 Fahrer) (k) ENDURO GUANAJUATO MEXICO I MEXICO II MEXICO III |
| Niederlande            | |                                                                                |                                                                             | JTX MCNH Smitma |
| Paraguay               | Eduardo Molinas (KTM) Silvio di Tore (KTM) Marco Facetti (KTM) Juan Gimenez (KTM)                         |                                                                                |                                                                             | |
| Portugal               | Goncalo Reis (Sherco) Luis Oliveira (Yamaha) Diogo Ventura (Honda) Rui Goncalves (Yamaha)                 | Tomas Clemente (KTM) Rodrigo Belchior (KTM) Goncalo Robrosa (KTM)              | Bruna Antunes (KTM) Joana Goncalves (Beta) Rita Vieira (Yamaha)             | Team IS3/FMP |
| Slowakei               | |                                                                                |                                                                             | BMT Gottbros team (1 Fahrer) (g) |
| Spanien                | Victor Guerrero (Yamaha) Cristobal Guerrero (Yamaha) Jaume Betrui (KTM) Jonathan Barragan (GasGas)        | Schareina Tosha (Husqvarna) Kirian Mirabet (Honda) Enric Francisco (KTM)       | Sandra Gomez (KTM) Mireia Badia (Husqvarna) Gabriela Seisdedos (GasGas)     | DYNASET Hydraulics Finland (1 Fahrer) (j) |
| Schweden               | Robert Friberg (Husqvarna) Albin Elowson (Husqvarna) Rikard Hansson (Husqvarna) Oliver Nelson (KTM)       | John Salomonsson (Husqvarna) Noa Largen (KTM) Oskar Ljungstrom (Husqvarna)     | Amanda Elvin (Husqvarna) Emilia Reimander (KTM) Martina Reimander (KTM)     | Team Ostra Enduro Sweden |
| Schweiz                | Willi Kubny (KTM) Alexandre Vaudan (Husqvarna) Robert Kamber (Honda) Kelien Michaud (KTM)                 |                                                                                |                                                                             | Swiss Club Team (2 Fahrer) (n) |
| Tschechien             | Patrik Markvardt (KTM) Kryštof Kouble (KTM) Jiri Hadek (KTM) Jaromir Romancik (KTM)                       |                                                                                |                                                                             | BMT Gottbros team (2 Fahrer) (g) Motokrosovaskola.cz-Motorsport (2 Fahrer) (h) Motorsport Bozkov |
| Ungarn                 | |                                                                                |                                                                             | Motokrosovaskola.cz-Motorsport (1 Fahrer) (h) |
| Uruguay                | |                                                                                |                                                                             | ENDURO GUADALAJARA (1 Fahrer) (k) MOTO CLUB GYARANKAKE (1 Fahrer) (m) |
| Venezuela              | |                                                                                |                                                                             | VENEZUELA |
| Vereinigtes Königreich | |                                                                                |                                                                             | DYFED DIRT BIKE CLUB TEAM ARMY MCA |
| Vereinigte Staaten     | Ryan Sipes (Husqvarna) Taylor Robert (KTM) Steward Baylor (KTM) Zachary Bell (Husqvarna)                  | Josh Toth (KTM) Ben Kelley (KTM) Grant Baylor (KTM)                            | Rebecca Sheets (KTM) Tarah Gieger (Honda) Brandy Richards (KTM)             | Eric Cleveland Memorial GasGas North America Moto-Promo Missouri Mudders RPM/Mt. Baker SRT Racing |

| Staat       | C76                                    | C79                                                        | C82                                                                    | EVO86                     |
| ----------- | -------------------------------------- | ---------------------------------------------------------- | ---------------------------------------------------------------------- | ------------------------- |
| Chile       |                                        |                                                            | Rodrigo Jara (Honda)                                                   |                           |
| Deutschland | Jens Oestreich (SWM) Paul Wahl (Maico) | Jens Bossdorf (SWM) Hans Hahn (SWM) Rolf Nickolai (Kramer) | Sven Roth (Kramer) Christian Tesdorff (KTM) Oliver Thomsen (Husqvarna) | Swen Schiller (Kram-It)   |
| Frankreich  |                                        |                                                            |                                                                        | Gilles Carbonnier (Honda) |
| Mexiko      | Jorge Casar (Islo)                     |                                                            | Sergio Calderon (Islo)                                                 |                           |